# Rasa de les Valls (Cardener)
La Rasa de les Valls és un torrent afluent per la dreta del Cardener que fa tot el seu recorregut per la Vall de Lord. De direcció predominant oest-est, s'escola per la vall que s'obre entre el vessant meridional del Serrat de la Creueta i el vessant septentrional de la Serra de la Creu del Codó.

## Recorregut
D'un recorregut de poc més de 3 km, neix a 1.134 msnm, al terme municipal de Guixers, a uns 500 m. a l'oest de l'ermita de Sant Serni del Grau. Set-cents metres més avall entra al terme municipal de Sant Llorenç de Morunys on realitzarà pràcticament tota la resta del seu recorregut abans de desguassar al pantà de la Llosa del Cavall a 800 msnm, sota de la masia de Vilasaló just després de travessar la carretera de Solsona a Sant Llorenç de Morunys per la Llosa del Cavall. Els darrers 321 m. del seu recorregut estan integrats en el Pla d'Espais d'Interès Natural (PEIN) de la Generalitat de Catalunya i més concretament en l'espai Serres de Busa-Els Bastets-Lord.
|                                                        | Longitud (en m.) | % del recorregut |
| ------------------------------------------------------ | ---------------- | ---------------- |
| Per l'interior del municipi de Guixers                 | 680              | 22,6%            |
| Per l'interior del municipi de Sant Llorenç de Morunys | 2.013            | 66,8%            |
| 2n tram per l'interior del municipi de Guixers         | 321              | 10,6%            |

## Xarxa hidrogràfica

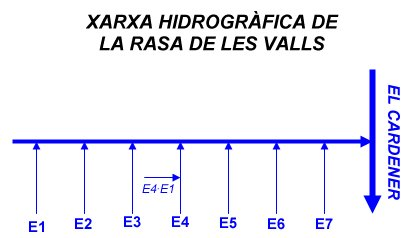
Xarxa hidrogràfica de la Rasa de les Valls

La xarxa hidrogràfica de la Rasa de les Valls està integrada per un total de 9 cursos fluvials dels quals, 7 són subsidiaris de 1r nivell de subsidiarietat i 1 ho és de 2n nivell. La totalitat de la xarxa suma una longitud de 6.892 m.